# Ação de 16 de maio de 1797
A ação de 16 de maio de 1797 foi uma batalha naval que ocorreu perto de Trípoli, na Tripolitânia otomana (atual Líbia). A esquadra dinamarquesa derrotou uma esquadra tripolitana que os ultrapassava em termos do número de embarcações. O resultado foi um tratado de paz entre o Bei de Trípoli e a Dinamarca. 

## Antecedentes
Depois que o recém-nomeado Bei de Trípoli, Sidi Yussuf, exigiu um tributo maior (essencialmente um suborno para impedir que os tripolitanos atacassem navios mercantes dinamarqueses) e capturou dois navios dinamarqueses, cujas tripulações ele vendeu como escravo, a Dinamarca enviou o capitão Lorenz Fisker na fragata de 40 canhões Thetis para Trípoli. Ele tinha duas missões: primeiro, escoltar o "navio-presente" anual para Argel e, segundo, providenciar a liberação dos dois navios dinamarqueses e suas tripulações. Chegou a Trípoli em 30 de agosto de 1796, mas não conseguiu libertar os marinheiros capturados, nem sequer concordar com um preço de resgate.

## A ação
Os dinamarqueses, portanto, decidiram fazer uma segunda tentativa. Eles enviaram o Capitão Steen Andersen Bille na fragata Najaden 40, sob o comando do Capitão John Hoppe, para Malta, onde ela chegou em 2 de maio de 1797. Lá os dinamarqueses se encontraram com o brigue Sarpen 18, comandado pelo capitão Charles Christian De Holck. Eles também contrataram um xaveco de seis armas e colocaram uma tripulação dinamarquesa sob o comando do tenente Hans Munck (ou Munk), de Sarpen. Esta esquadra partiu então de Malta para Trípoli. Em 12 de maio, na costa de Lampedusa, eles se encontraram com Fisker e Thetis. Fisker transferiu o comando das forças dinamarquesas no Mediterrâneo para Bille e partiu para casa. A pequena frota de Bille passou pelos fortes que guardavam Trípoli em 15 de maio de 1797. Entre as armas disparadas contra os navios dinamarqueses dos fortes estavam quatro canhões dinamarqueses que o enviado líbio Abderahman al Bidiri obteve do rei da Dinamarca em 1772. 
Em 16 de maio, Najaden embarcou no porto e atacou os seis navios armados de lá. As forças tripolitanas consistiam no xaveco Meshuda de 28 canhões, dois outros xavecos de tamanho similar e três embarcações menores. Embora o fogo dos canhões dinamarqueses causassem muitas baixas entre os tripolitanos, eles chegaram perto dos navios dinamarqueses e quase conseguiram embarcar na Najaden. As manobras hábeis de Hoppe impediram a derrota. Embora os dois pequenos navios dinamarqueses fossem mais um obstáculo do que uma ajuda, os tripolitanos recuaram depois de duas horas. As baixas dinamarquesas foram uma morte e um ferido.
Bille então bloqueou o porto, interrompendo o comércio. Negociações posteriores resultaram em um tratado de paz em 25 de maio. A Dinamarca concordou em continuar a pagar tributo, mas a uma taxa reduzida. Bille também conseguiu comprar a liberdade dos prisioneiros dinamarqueses.

## Consequências
Bille permaneceu no Mediterrâneo até 1801 com uma frota maior que o governo dinamarquês providenciara, consistindo de três fragatas e dois brigues. Depois que o governo dinamarquês o convocou para se tornar o chefe da defesa naval, a flotilha dinamarquesa permaneceu, continuando a proteger o transporte dinamarquês por mais alguns anos. Bille passou a comandar uma divisão da marinha na Batalha de Copenhaga.

## Navios envolvidos

### Dinamarca (Bille)
- Najaden 40 (capitania)
- Sarpen 18
- Xaveco sem nome

### Trípoli
- Meshuda 28
- 2 outros xavecos de 28 canhões
- 3 embarcações menores